# Cardium scabrum
Cardium scabrum är en musselart. Cardium scabrum ingår i släktet Cardium och familjen hjärtmusslor. Inga underarter finns listade i Catalogue of Life.